# Consiglio europeo delle professioni liberali
Il Consiglio europeo delle professioni liberali (in acronimo CEPLIS) è un gruppo d’interesse che riunisce e rappresenta i liberi professionisti presso le istituzioni e gli organi dell'Unione europea.
Il CEPLIS si compone di un'assemblea generale, che costituisce l'organo supremo e si riunisce almeno due volte l'anno, di un comitato esecutivo eletto dall'assemblea ogni tre anni e di un segretariato generale con sede a Bruxelles.